# يرجو فايسالا
يرجو فايسالا (Yrjö Väisälä) عالم فلك وفيزيائي فلندي ولد في 6 سبتمبر 1891، Kontiolahti، روسيا وتوفي 21 يوليو 1971، Rymättylä، فنلندا 
كانت إسهاماته الرئيسية في مجال البصريات، كما كان نشطا جدا في الجيوديسيا والفلك وعلم القياس البصري. طور عدة طرق لقياس جودة العناصر البصرية ولقد اكتشف العديد من المذنبات باستخدام تلسكوب Schmidt-Väisälä telescope الذي صممه بنفسة مستخدما لكاميرا واسعة المجال.